# Tatiana Golovin
Tatiana Golovin (em russo:  Татьяна Головин: Moscou, 25 de janeiro de 1988) é uma tenista profissional francesa, nascida na Rússia. 

## Finais de Grand Slam

### Duplas mistas: 1 (1 título)
| Status | V-D | Data | Torneio       | Piso   | Parceiro        | Adversários            | Resultado |
| ------ | --- | ---- | ------------- | ------ | --------------- | ---------------------- | --------- |
| Campeã | 1–0 | 2004 | Roland Garros | saibro | Richard Gasquet | Cara Black Wayne Black | 6–3, 6–4  |

## Finais no circuito WTA

### Simples: 3 (2 títulos, 5 vices)
| Status | V-D | Data       | Torneio                     | Piso           | Adversária         | Resultado      |
| ------ | --- | ---------- | --------------------------- | -------------- | ------------------ | -------------- |
| Vice   | 2–5 | 21/10/2007 | Zurique, Suíça              | duro (coberto) | Justine Henin      | 4–6, 4–6       |
| Vice   | 2–4 | 07/10/2007 | Stuttgart, Alemanha         | duro (coberto) | Justine Henin      | 6–2, 2–6, 1–6  |
| Campeã | 2–3 | 22/09/2007 | Portorož, Eslovênia         | duro           | Katarina Srebotnik | 2–6, 6–4, 6–4  |
| Campeã | 1–3 | 08/04/2007 | Ilha Amélia, Estados Unidos | saibro         | Nadia Petrova      | 6–2, 6–1       |
| Vice   | 0–3 | 08/10/2006 | Stuttgart, Alemanha         | duro (coberto) | Nadia Petrova      | 3–6, 46–7      |
| Vice   | 0–2 | 09/10/2005 | Tóquio, Japão               | duro (coberto) | Nicole Vaidišová   | 46–7, 2–3, ab. |
| Vice   | 0–1 | 13/06/2004 | Birmingham, Reino Unido     | grama          | Maria Sharapova    | 6–4, 2–6, 1–6  |

## Linha de tempo do desempenho
| Torneios Grand Slam    |     |       |       |       |       |     |        |
| Australian Open        | A   | 4R    | 2R    | 1R    | 3R    | 2R  | 7–5    |
| French Open            | 1R  | 1R    | 3R    | A     | A     | A   | 2–4    |
| Wimbledon              | A   | 4R    | 1R    | 2R    | 2R    | A   | 5–4    |
| U.S. Open              | A   | 3R    | 3R    | QF    | 1R    | A   | 8–4    |
| Vitórias-Derrotas      | 0-1 | 8-4   | 5-4   | 5-4   | 3-3   | 1-1 | 22-17  |
| WTA Tour Championships |     |       |       |       |       |     |        |
| Indian Wells           | 2R  | 2R    | 4R    | 3R    | QF    | A   | 9–5    |
| Miami                  | 1R  | 4R    | 4R    | SF    | 3R    | A   | 11-5   |
| Charleston             | A   | A     | SF    | A     | QF    | A   | 9–2    |
| Berlin                 | A   | 1R    | A     | A     | A     | 1R  | 0–2    |
| Rome                   | A   | 2R    | 1R    | A     | A     | A   | 1–2    |
| Montréal/Toronto       | A   | QF    | 2R    | 1R    | SF    | A   | 9–4    |
| Tokyo                  | A   | A     | A     | 1R    | A     | A   | 1–1    |
| Moscow                 | A   | A     | A     | A     | A     | A   | 0-0    |
| Runner-ups             | 0   | 1     | 1     | 1     | 2     | 0   | 5      |
| Tournaments Won        | 0   | 0     | 0     | 0     | 2     | 0   | 2      |
| Overall Win-Loss       | 1-4 | 27-16 | 33-22 | 25-18 | 46-18 | 2-4 | 166-94 |
| Year End Ranking       | 345 | 27    | 24    | 22    | 13    | 251 | N/A    |